# كارستن غراف
كارستن غراف (بالدنماركية: Carsten Graff)‏ هو كاتب وكاتب العمود دنماركي، ولد في 1962. في عام 1997 حصل على جائزة تشارلز هاوغسبول لمقاله الناقد عن امتياز الكمبيوتر. وكان الكتاب يسمى: محادثات مع شجرة.

## النشأة والوظيفة
ولد كارستن غراف في سكوفلوند. وقد التحق بثانوية أولروب. نال شهادة في علوم الكمبيوتر في كلية كوبنهاغن للأعمال. عمل كارستن غراف أثناء دراسته وبعدها كمبرمج ومطور أنظمة، وكان أحد الرواد في أول أنظمة البنوك المنزلية في الدنمارك.

## التأليف المبكر
في عام 1992، عمل كارستن غراف كمستشار لتكنولوجيا المعلومات في المعهد التكنولوجي الدنماركي. عمل في الفترة من 1993 إلى 1996 ككاتب عمود منتظم في صحف كمبيوتر ورلد وبيرلنغ وكتب مقالات ساخرة عن عيوب الكمبيوتر. وبلغ نقده ذروته في كتابه النقدي الناجح لتكنولوجيا المعلومات: «محادثات مع شجرة». في السنوات التي تلت ذلك، كتب كارستن غراف العديد من الكتب الأخرى. بما في ذلك ما وصفه بنفسه بأنه درجة دكتوراه في الجهل «رجل الفيل الداخلي» في عام 1997، والرواية الساخرة «إنفوينزا»، وكتاب الأطفال «ساندر يقول» و «كتاب عدم قراءة الكتب». في عام 2002، نُشر كتاب المحادثة «الرحلة إلى الآن».

## التأليف اللاحق
في عام 2010، أسس غراف دار نشر ستيمينغ هونليت ونشرت كتاب "اتصال خالص"، والذي يدور حول تعدد علاقات الحب. يستند الكتاب إلى تجارب كارستن غراف الخاصة في العيش في عدة علاقات حب متوازية ومفتوحة. بعد مرور عام، ظهر كتاب المحادثة "فن التخلي" (2011) مع بينغت أندرسن، وكتاب الصور الشخصية "هكذا أصبحت كاسي جيسبر" (2012)، "القوة والصحة" (2013) و "المعجم العظيم لعدم الدقة" "(2013). يضيف المؤلف في الكتاب الأخير 700 مصطلح جديد إلى اللغة الدنماركية، مع التركيز على المحرمات وغيرها من الموضوعات التي يحاول الأشخاص المعاصرون عادة تجنب الحديث عنها.